# Wilhelmine av Preussen

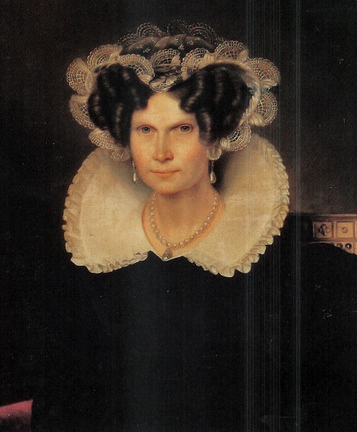
Wilhelmine av Preussen 1833

Friederike Luise Wilhelmine av Preussen med smeknamnet Mimi, född 18 november 1774 i Potsdam och död 12 oktober 1837 i Haag, var prinsessa av Preussen och drottning av Nederländerna och nuvarande Belgien. 

## Biografi

### Tidigt liv
Hennes föräldrar var den blivande kungen Fredrik Vilhelm II av Preussen och dennes andra hustru, Fredrika Louise av Hessen-Darmstadt. Hennes utbildning är det inte mycket känt om mer än att hon fick lära sig tala flera språk, hantverk och måleri. Hon beskrevs som vacker och älskvärd. 

### Giftermål
Wilhelmine gifte sig i Berlin 1791 med sin kusin, den blivande kungen Vilhelm I av Nederländerna; de blev Nederländernas första kungapar 1814. Äktenskapet var arrangerat för att öka huset Oraniens vaga kungliga status i den nederländska republiken. 
Wilhelmines äktenskap beskrevs som lyckligt. Hon lämnade Nederländerna tillsammans med sin make och dennes familj vid den franska ockupationen i januari 1795 och reste till England, och därifrån till Berlin 1796. Paret bosatte sig 1802 i Fulda , där de höll hov om somrarna medan de tillbringade vintrarna i Berlin. Det palats de bebodde i Berlin från 1804 blev känt som "Niederländischen Palais". Vid sin fars död blev hennes make övehuvud för huset Oranien i exil. 
Paret flydde från Berlin till Polen under den franska offensiven 1806. De levde under ansträngda ekonomiska förhållanden i Schlesien fram till 1814, då maken fick erbjudandet att återvända till Nederländerna som dess monark. Under dessa år var det Wilhelmine som personligen ägnade sig åt att köpa och driva gods för försörjningen. 

### Drottning
Wilhelmine blev Nederländernas första drottning då hennes make blev dess första monark år 1814. Hon var även drottning av nuvarande Belgien, som tillhörde Nederländerna fram till dess självständighet 1830. Fram till 1830 reste hovet därför under vintermånaderna mellan Haag och Bryssel. 
Wilhelmine var dock inte populär utan kritiserades för att isolera hovet från samhället. I nuvarande Belgien kritiserades hon för att hon klädde sig enligt tyskt mode. Hon var intresserad av målning, beskyddade museer och närvarade vid konstutställningar. Hon ansågs vara en duktig dilettant och invaldes som hedersledamot av Kungliga Konstakademien i Amsterdam. Hon lät också renovera det kungliga museet i Haag. Hon agerade mecenat för konstnären Friedrich Bury och Bonaventura Genelli. Hon utövade också den välgörenhet som ingick i en drottnings plikter. 
Från 1820 försämrades hennes hälsa, och efter 1829 visade hon sig mer sällan offentligt. Efter 1830 tillbringade hon mesta tiden i sitt gamla palats i Berlin, där hon ägnade sig åt representation och att se till sina gods i Schlesien.

## Barn
- Vilhelm II av Nederländerna (1792–1849)
- Fredrik (1797–1881), gift med sin kusin, prinsessan Luise av Preussen, far till drottning Lovisa av Sverige och svärfar till Karl XV av Sverige
- Marianne av Nederländerna (1810–1883), gift med sin kusin, prins Albrekt av Preussen (skilda 1849) (Luise och Albrecht var syskon, barn till Fredrik Vilhelm III av Preussen)